# Heinrich Reinhardt (Komponist)

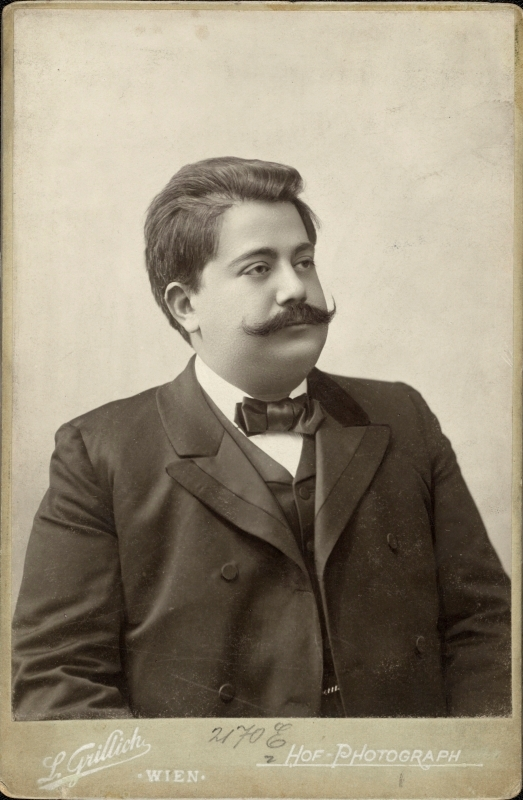
Heinrich Reinhardt, um 1900

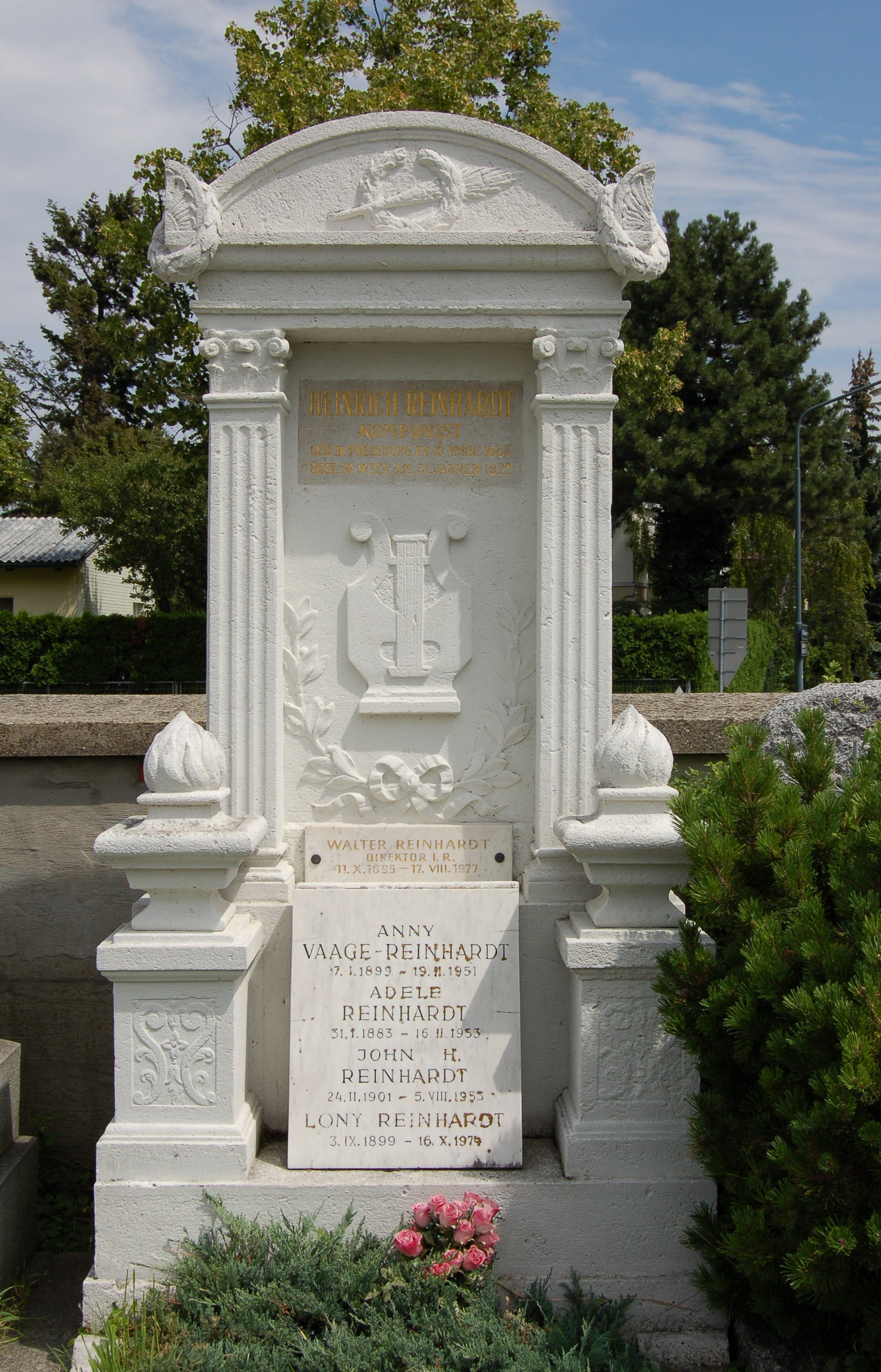
Reinhardt's Grab am Döblinger Friedhof - (MO-80)

Heinrich Reinhardt (* 13. April 1865 in Pressburg, Kaisertum Österreich; † 31. Januar 1922 in Wien) war ein erfolgreicher österreichischer Operettenkomponist vom Anfang des 20. Jahrhunderts.

## Leben
Er studierte am Konservatorium der Gesellschaft der Musikfreunde in Wien. Zu seinen Lehrern gehörte Anton Bruckner. Als hervorragender Pianist und Organist wandte er sich der Komposition zu. Er komponierte Lieder und Salonmusik, denen bald zwei Opern folgten. 
Mit der Uraufführung der Operette „Das Süße Mädel“  am 25. Oktober 1901 am Wiener Carltheater leitete er den Übergang von der „goldenen“ zur „silbernen Ära“  der Operette ein. 
Reinhardt arbeitete auch als Musikschriftsteller und -Kritiker. Von 1914 bis 1922 war er Präsident des Österreichischen Komponistenbundes.

## Werke (Auswahl)
Opern
- Die Minnekönigin
- Der Söldner

Operetten
- Das süße Mädel (1901)
- Der liebe Schatz (1902)
- Der General-Konsul (1904)
- Krieg im Frieden (1906)
- Die süssen Grisetten (1907)
- Das Mädchen für alles (1908)
- Die Sprudelfee (1909)
- Die siamesischen Zwillinge (1909)
- Studentenhochzeit (1910)
- Miss Exzentrik (1910)
- Napoleon und die Frauen (1911)
- Prinzessin Gretl (1914)
- Die erste Frau (1915)
- Der Gast der Königs (1916)
- Der Glückstrompeter (1922)
- Grisettenliebe (1928)